# Steve Cole (écrivain)
Pour les articles homonymes, voir Steve Cole.
Steve Cole (également crédité sous le nom de Stephen Cole), né en septembre 1971 dans le Bedfordshire, est un auteur anglais de livres pour enfants et de science-fiction. Il a été, également, responsable du merchandising pour BBC Worldwide de la série Doctor Who entre 1997 et 1999. Un rôle dans lequel il a été amené à décider quelles histoires devrait être publiées en vidéo, à commander et éditer une série de titres de fiction et de non-fiction, à produire des livres audio et à jouer le rôle de producteur exécutif sur la série Doctor Who audio dramas de Big Finish Productions.
En 2013, Ian Fleming Publications annonce que Cole poursuivrait la série de romans La Jeunesse de James Bond, commencée en 2005 par Charlie Higson, avec quatre nouveaux livres pour explorer davantage l'adolescence de James Bond. Le premier d'entre eux, Shoot to Kill, est publié au Royaume-Uni le 6 novembre 2014; Cole est crédité en tant que Steve Cole pour ce travail (et non en tant que Stephen Cole).

## Jeunesse et début de carrière
Cole est élevé en milieu rural dans le Bedfordshire. Il fréquente l'université d'East Anglia de 1989 à 1992, où il étudie la littérature anglaise et le cinéma. Il obtient son diplôme avec mention très bien. Après un bref passage à la radio locale BBC Radio Bedfordshire (actuelle Three Counties), il devient, en 1993, assistant junior dans le domaine des magazines pour enfants de la BBC. En 1996, il est éditeur du groupe pour les magazines préscolaires, dirige une équipe et supervise la production de divers magazines et éditions spéciales. À l'été 1996, il écrit ses premiers livres pour enfants : Cars on Mars, Alien Olympics, School on Saturn et Mucky Martians, un recueil de livres de poésie pop-up publié par Levinson l'année suivante.
À la BBC, dans le domaine des livres pour enfants, l'homologue de Cole est Nuala Buffini, dont le bureau est situé deux étages plus haut. Les deux se rencontrent souvent pour le déjeuner et lors de réunions. La curiosité de Cole est piquée à vif lorsqu'il apprend que BBC Books reprend les droits de publication de la fiction Doctor Who à la suite du téléfilm Le Seigneur du Temps, et que c'est Buffini qui est chargée de produire une nouvelle série des Eighth Doctor Adventures et des Past Doctor Adventures jusqu'à ce qu'un nouvel employé soit recruté. Buffini est rapidement submergée par le nombre de manuscrits reçus, Cole débute sa participation au projet par la lecture de ces manuscrits. Passionné de "Doctor Who" depuis toujours, Cole pose sa candidature avec succès au poste de responsable du projet Sci-Fi Titles lorsque ce dernier est mis au concours.
Buffini publie les six premiers livres de la série Eighth Doctor Adventures, bien que la publication de l'un d'eux - Legacy of the Daleks - est retardée afin d’empêcher deux histoires mettant en scène les Daleks d'être publiées consécutivement. Cela signifie que le premier roman publié par Cole, Alien Bodies de Lawrence Miles, était en fait le sixième et non le septième titres de la série. Cole édite également les recueils de nouvelles de la BBC, pour lesquels il commence à écrire sous les pseudonymes de « Tara Samms » et de « Paul Grice ». Il a depuis publié d'autres ouvrages sous ces pseudonymes, dont, en 2003, la nouvelle Frayed, faisant partie d'une série de nouvelles consacrées au Docteur Who publiée par Telos Publishing Ltd. Il a également écrit plusieurs nouvelles et pièces audio pour Big Finish Productions. Un indice sur la véritable identité de Samms se trouve dans la section "À propos de l'auteur" à la fin de Frayed dans laquelle le chien insomniaque de l'auteur est décrit avec la phrase énigmatique "he slept once" - une anagramme de "Stephen Cole".

## Suite de carrière
Fatigué par l'édition de très nombreux romans, ainsi que par la production de documentaires, de livres audio et de vidéos, Cole change de rôle dans le département enfants pour devenir rédacteur en chef du développement spécial en 1999, en écrivant et en publiant des livres pour enfants comme Sur la terre des dinosaures et Microsoap. Il garde la responsabilité de certains romans consacrés au « Doctor Who » en tant que pigiste avant de les confier à un autre auteur-éditeur Justin Richards.
Cole quitte BBC Worldwide en octobre 1999 pour devenir rédacteur en chef chez Ladybird Books. Cependant, bien qu'il continue d'écrire des films pour la télévision et le cinéma, ses liens avec la fiction lui manquent. Après un passage en tant que rédacteur en chef chez Simon and Schuster Children's Books (où il a édité les livres des auteurs du Doctor Who, Paul Magrs et Justin Richards), il devient pigiste en 2002, favorisant l'écriture de ses propres livres à l'édition de ceux des autres. La première fiction originale de Cole est une série intitulée The Wereling, une trilogie de livres d’horreur pour jeunes adultes publiés par Bloomsbury. Il poursuit avec une autre trilogie, les aventures de Jonah Wish, génie criminel et adolescent inadapté, et de ses amis - Thieves Like Us, Thieves Till We Die (également publié sous le nom de Code aztèque) et The Bloodline Cipher. Il écrit également plusieurs autres titres de Doctor Who, dont quatre se rattachant à la nouvelle série.

## Astrosaurset suite
Les titres les plus populaires de Cole à ce jour sont les livres pour enfants Astrosaurs, publiés sous le nom de Steve Cole. Les deux premiers titres sont publiés le 3 février 2005. À ce jour, 22 livres de la série Astrosaurs sont disponibles, dont un livre en édition spéciale écrit spécialement pour la Journée mondiale du livre 2007 (publié le 1er mars 2007). La série Astrosaurs est suivie par la série Cows In Action (les deux premiers titres sont publiés le 3 mai 2007). Douze livres de la série Cows In Action sont publiés à ce jour. La série dérivée d'Astrosaurs, Astrosaurs Academy, est lancée en mai 2008 et compte 8 livres à ce jour.

## Œuvres

### Astrosaurs
- Riddle of the Raptors, publié le 1er février 2005
- The Hatching Horror, publié le 1er février 2005
- The Seas of Doom, publié le 5 mai 2005
- The Mind-Swap Menace, publié le 4 août 2005
- The Skies of fear, publié le 5 janvier 2006
- The Space Ghosts, publié le 2 mars 2006
- The Day of the Dino Droids, publié le 1er juin 2006
- The Terror Bird Trap, publié le 3 août 2006
- The Teeth of the T-Rex, publié le 1er mars 2007
- The Planet of Peril, publié le 5 avril 2007
- The Star Pirates, publié le 7 juin 2007
- The Claws of Christmas, publié le 4 octobre 2007
- The Sun Snatchers, publié le 7 février 2008
- The Revenge of The Fang, publié le 7 août 2008
- The Carnivore Curse, publié le 1er janvier 2009
- The Dreams of Dread publié le 4 juin 2009
- The Robot Raiders publié le 28 janvier 2010
- The Twist of Time publié le 29 avril 2010
- The Sabre Tooth Secret publié le 3 février 2011
- The Forest of Evil publié le 4 août 2011
- Megabookasaurus! publié le 3 septembre 2009
- Earth Attack! publié le 6 octobre 2011
- The T.rex Invasion publié le 26 avril 2012
- The Castle of Frankensaur publié le 19 novembre 2012
- Steve Cole a également écrit une série sur la formation de Tegg - voir ‘’Astrosaurs Academy’’

### Cows in Action
- The Ter-moo-nators 3 mai 2007
- The Moo-my's Curse 3 mai 2007
- The Roman Moo-stery 6 septembre 2007
- The Wild West Moo-nster 4 janvier 2008
- World War Moo 7 août 2008
- Battle for Christ-moos 2 octobre 2008
- The Pirate Mootiny 2 avril 2009
- The Moo-gic of Merlin 6 août 2009
- The Victorian Moo-ders 1er janvier 2010
- The Moo-Limpics 4 octobre 2010
- First Cows on the Mooon 2 juin 2011
- The Viking Emoo-gency 2 février 2012

### Astrosaurs Academy
- Destination: Danger! – 1er mai 2008
- Contest Carnage – 1er mai 2008
- Terror Underground – 4 septembre 2008
- Jungle Horror – 5 février 2009
- Deadly Drama- 2 juillet 2009
- Christmas Crisis - 1er octobre 2009
- Volcano Invaders! - 1er avril 2010
- Space Kidnap - 3 mars 2011

### The Slime Squad
- The Slime Squad vs The Toxic Teeth
- The Slime Squad vs The Fearsome Fists
- The Slime Squad vs The Cyber Poos
- The Slime Squad vs The Supernatural Squid
- The Slime Squad vs The Killer Socks
- The Slime Squad vs The Last Chance Chicken
- The Slime Squad vs The Alligator Army
- The Slime Squad vs The Conquering Conks

### The Hunting, or Z Trilogy
- Z. Rex
- Z. Raptor
- Z. Apocalypse

### Tripwire
- Tripwire
- Tripwire DEATHWING

## Autres œuvres

### Fiction pour jeunes adultes

#### TrilogieThe Wereling
- The Wereling: Wounded 2003
- The Wereling II: Prey 2004
- The Wereling III: Resurrection 2004

#### TrilogieThieves Like Us
- Thieves Like Us  2006
- The Aztec Code 2007 (publié également sous Thieves Till We Die)
- The Bloodline Cipher 2008

#### La Jeunesse de James Bond
- Shoot to Kill (Shoot to Kill) 2014
- Heads You Die (non traduit en français) 2016
- Strike Lightning (non traduit en français) 2016
- Red Nemesis (non traduit en français) 2017

### NouvellesDoctor Who
- Parallel 59 (avec Natalie Dallaire), 2000
- The Ancestor Cell (avec Peter Anghelides), 2000
- Vanishing Point, 2001
- The Shadow in the Glass (avec Justin Richards), 2001
- Ten Little Aliens, 2002
- Timeless, 2003
- Frayed, 2003
- The Monsters Inside, 2005
- To the Slaughter, 2005
- The Feast of the Drowned, 2006
- The Art of Destruction, 2006
- Sting of the Zygons, 2007

### Livres pour enfants liés à la télévision
- The Adventures of Mr. Bean: Bear Essentials 2002
- The Adventures of Mr. Bean: No Pets! 2002
- Sea Captain Ned 2004
- The Thirsty Penguin 2004
- Josie's Big Jump 2004

## Œuvres publiées par Big Finish

### NouvellesBernice Summerfield
- The Gods of the Underworld (Bernice Summerfield)

### Productions audioDoctor Who
- The Land of the Dead (Cinquième Docteur) (1999)
- The Apocalypse Element (Sixième Docteur) (2001)
- The Wormery (Sixième Docteur, Iris Wildthyme avec Paul Magrs) (2004)
- Fitz's Story (Huitième Docteur) partie de The Company of Friends (2008)
- The Whispering Forest (Cinquième Docteur) (2010)
- Kiss of Death (Cinquième Docteur) (2011)
- Masquerade (Cinquième Docteur) (2014)

### Autres productions audio
- The Plague Herds of Excelis (Bernice Summerfield, Iris Wildthyme)
- The Dance of the Dead (Bernice Summerfield)
- The Relics of Jegg-Sau (Bernice Summerfield)
- Gallifrey: Square One (Gallifrey)
- Gallifrey: Spirit (Gallifrey)
- Gallifrey: Fractures (Gallifrey)
- The Devil in Ms Wildthyme (Iris Wildthyme)
- Many Happy Returns (Bernice Summerfield; avec Xanna Eve Chown, Paul Cornell, Stephen Fewell, Simon Guerrier, Scott Handcock, Rebecca Levene, Jacqueline Rayner, Justin Richards, Miles Richardson, Eddie Robson et Dave Stone)